# Baco y Ariadna
Baco y Ariadna (del italiano: Bacco e Arianna) es un lienzo al óleo de Tiziano, pintado alrededor de 1520-23. Pertenece a un ciclo de pinturas de temas mitológicos producido para Alfonso I de Este, el duque de Ferrara, para el Camerino d'Alabastro, una habitación privada en su palacio de Ferrara, decorada con pinturas basadas en textos clásicos. Se le pagó un adelanto a Rafael, quien originariamente recibió el encargo para el tema de un Triunfo de Baco. Cuando murió Rafael, en el año 1520, solo se había completado un esbozo preliminar, y el encargo entonces pasó a Tiziano. En el caso de Baco y Ariadna, el tema deriva de los poetas romanos Catulo y Ovidio.
La pintura, considerada una de las obras maestras de Tiziano, se encuentra actualmente en la National Gallery de Londres. Las otras grandes pinturas del ciclo son El festín de los dioses (en gran medida obra de Giovanni Bellini, hoy en la Galería Nacional de Arte de Washington D. C.), Bacanal de los Andrios y La ofrenda a Venus (ambas actualmente en el Museo del Prado de Madrid).

## Baco y Ariadna en la mitología
El rey Teseo necesitaba saber cómo ganar la lucha contra el Minotauro en la isla de Creta. Por lo tanto, utiliza a la princesa Ariadna, hija del rey de Creta Minos y de Pasífae, para obtener pistas de su enemigo. Le promete su amor y su compañía eterna. No obstante, después de cumplir su objetivo, la abandona en la isla de Naxos, mientras su hermosa prometida está durmiendo. Ariadna no tiene ocasión de lamentar por mucho tiempo el abandono de su amado, porque muy pronto el dios Dioniso-Baco aparece por el aire, conduciendo un carro tirado por panteras y rodeado de su cortejo de sátiros, ménades y Sileno. El dios queda fascinado por la belleza de Ariadna y la toma por esposa, llevándosela al Olimpo con él. Como regalo de boda, le entrega una diadema de oro, obra del dios Hefesto-Vulcano, que más tarde fue convertida en constelación y que, hoy en día, conocemos como Corona Boreal.

## Análisis de la obra
La temática del cuadro es el encuentro de Baco con Ariadna, narrado según las fuentes de los poetas latinos Catulo y Ovidio.
Ariadna, que acaba de ser abandonada por Teseo en la isla de Naxos, se ha despertado hundida en el desconsuelo y la indignación, las cuales se tornan en sobresalto con la irrupción del dios y su séquito. Baco trata de reconfortarla diciéndole palabras de amor y bajándose del intimidatorio carro, puesto que éste es tirado por fieras. Consigue, finalmente, atraer entre sus brazos a Ariadna, con cuyo catasterismo, o el de su corona, se significa el origen mitológico de la Corona Borealis.
De las dos situaciones posibles, el descenso brusco del carro por el dios impetuoso y la subida de Ariadna a éste, Tiziano ha escogido la que resulta más dramática, a diferencia, por ejemplo, de Poussin, que escogerá la segunda para su Bacanal (Museo del Prado).
La dicotomía que también encierra la propia situación de Ariadna (abandono de Teseo y asombroso encuentro con Baco) la resuelve Tiziano, no solo desviando la atención de su mirada, sino haciendo girar toda su figura, de izquierda a derecha y hacia atrás: desde la embarcación, que queda tras su hombro al fondo de la pintura, hacia el dios, pero reclinándose levemente, lo que la obliga a recogerse la vestidura cuasi entorchándose con ella. El repentino giro de su cuerpo condiciona, a su vez, la dirección de lectura del cuadro.
Domina la composición un triángulo principal, formado por Ariadna, Baco y la bacante de los címbalos, cuya postura viene a remedar la de Ariadna. Conforman el resto del séquito: un pequeño fauno arrastrando una cabeza de ternero y un fornido sátiro ceñido con serpientes, que quedan en primer plano; les siguen una bacante con pandereta en mirada cómplice con el sátiro que porta el tirso y alza un pernil; quedando por detrás, más al fondo, un sátiro soplando un cuerno junto al burro que monta el ebrio Sileno y un porteador de vino. Dan equilibrio a todo este grupo de figuras una urna con la firma del pintor y un perrito.
Pese a que cada una de ellas transmite un estado de agitación, el conjunto mantiene un cierto aire contenido de innegable tono clásico, solo quebrantado, en parte, por la actitud de los dos protagonistas. El gesto de Ariadna, la posición del grupo de estrellas, justo por encima de su cabeza, y el ademán del brazo derecho de Baco, parecen aludir a que el dios, al descender súbitamente del carro, arrebata la corona de Ariadna para lanzarla al cielo.
El cuadro es admirado por su rico y armónico colorido. Tiziano trata de explotar al máximo el fulgor de pigmentos, que posean la mayor plenitud de color, evitando combinarles entre sí y reforzando su intensidad mezclándoles con blanco o utilizando veladuras; explota también los efectos de textura para dar variedad a las áreas de color puro, como en el ropaje amarillo bajo la urna, en el que casi todo el modelado de los pliegues se ha conseguido con pinceladas, en detrimento de los tradicionales toques de oscuro.
El azul de ultramar es el color predominante en la obra, ya sea puro (en el ropaje de la bacante con címbalos y las zonas de tono más oscuro del manto de Ariadna) ya mezclado, en distintas proporciones, con albayalde (en el cielo o en las zonas de tonos claros y medios de los ropajes) e incluso añadiendo a esta mezcla un poco de laca roja (para el apagado y delicado malva del ropaje de la bacante con la pandereta).
Se acaban los azules con el azurita del mar; verdes malaquita y cardenillo para el paisaje y el follaje; rojo bermellón para el largo pañuelo de Ariadna y laca carmesí, mezclada con albayalde, para el manto de Baco o el ropaje del pequeño fauno. Amarillo de plomo y estaño para el ropaje bajo la urna; oropimente y rejalgar para, respectivamente, las masas de claros y oscuros del ropaje de la bacante con címbalos.
La reputación de Tiziano como colorista hizo pensar que trabajaba directamente la obra con el color, pero los reflectogramas de algunas de sus obras muestran, que comenzaba con el dibujo de un esbozo, a modo de tosca guía, de los elementos principales de la composición. En el caso del Baco y Ariadna están presentes, tanto la línea ancha y fluida de los contornos (por ejemplo, de los guepardos), como la línea más fina requerida para trabajos de mayor precisión como, por ejemplo, la complicada silueta de Baco.

## Historial (biografía de la obra)
En 1598, después de que la familia Este perdiera el gobierno de Ferrara, tres cuadros de Tiziano y El festín de los dioses, de Giovanni Bellini, fueron requisados y transportados por el cardenal Pietro Aldobrandini al palacio de la familia en Roma. El cuadro de Baco y Ariadna se registra en los inventarios de Aldobrandini de la siguiente manera:
- En 1603, núm. 203, preparado por G. B. Agucchi. «Un quadro grande di Bacco sú un carro con satire e donne atorno, di Titiano».
- En 1626, núm. 100, registrado con la misma descripción.
- Antes del año 1665, núm. 203. «Un quadro in tela grande con un baccanale alto p.sette con cornice dorata di mano di Titiano, segnato n. 203».
- En 1682, núm. 314, registrado con la misma descripción. “di mano di Titiano come a dºInventario a fogli 213 nº203 et a quello del Sig. Cardinale a fogli 121».

El cuadro de Baco y Ariadna se expuso en el palacio Aldobrandini en Monte Magnanapoli en 1620. Años después fue copiado al óleo por Nicolas Poussin (esta copia ha de ser la conservada en la biblioteca del castillo de Alnwick). Otra copia, pintada por Carlo Maratta, se expone desde 2022 en el Palacio Real de La Granja (Segovia) . El original alcanzó mayor fama desde que el grabador Giovanni Andrea Podestà lo reprodujo al aguafuerte, contribuyendo a su difusión internacional. El palacio todavía existe, pero ahora es el Instituto Internazionale per l'unificazione del diritto privato. Hasta finales del año 1796, tanto Baco y Ariadna como El festín de los dioses de Bellini se mantuvieron en el palacio Aldobrandini de Roma. Durante la conmoción causada por la invasión napoleónica, la nobleza italiana se vio obligada a vender muchas de sus pinturas, y estas dos composiciones pasaron a ser propiedad de los hermanos Camuccini, que se aprovecharon de la situación política para amasar obras de arte. En el año 1806, el Sr. Irvine, un agente británico en Italia, adquirió el cuadro de Baco y Ariadna para William Buchanan, quien también era un comerciante, por el precio reportado de 9000 coronas, según una carta del 31 de mayo de 1806. El año siguiente, el señor Kinnaird adquirió la obra maestra, que fue comprada en 1813 por Delahante. Luego fue exhibida por otro titular, Thomas Aldea, en la Institución Británica en 1816 y, finalmente, fue comprada por la National Gallery en 1826.
La pintura ha llegado en un estado de conservación muy cuestionado. Ya en su primer siglo de existencia, la tela fue soltada de su bastidor y enrollada en dos ocasiones. Ello dañó gravemente la capa de pintura, provocando cuarteamientos y pérdidas que se intentó frenar con capas de barniz y repintes. En 1967-68 el cuadro fue sometido a una limpieza muy profunda, a fin de eliminarle los barnices oscurecidos; pero al parecer esta limpieza barrió partes del color original, que hubieron de reintegrarse.